# Srbuk
Srbuhi Sargsian (armeni: Սրբուհի Սարգսյան), nascuda el 3 d'abril de 1994, coneguda professionalment com Srbuk, és una cantant armènia. Va guanyar protagonisme després de competir la primera temporada de la versió armènia de Factor X, on es va classificar com a subcampiona. El 2018, va competir a la vuitena temporada de La veu d’Ucraïna, on va quedar quarta. Srbuk va representar Armènia al Festival d'Eurovisió 2019 a Tel-Aviv, Israel, amb la cançó " Walking Out ".

## Primers anys de vida
Sargsian va néixer el 3 d'abril de 1994 a Erevan. Va estudiar al Conservatori Estatal Komitas d'Erevan, on va aprendre a tocar el qanun.

## Carrera

### 2010–2018:Factor Xila veu
El 2010, Srbuk va fer una audició per a la primera temporada de la versió armènia de Factor X, on va cantar " Soon We'll Be Found " de Sia. Es va unir a l'equip de Garik Papoyan i va acabar en el segon lloc. El 2012, Srbuk va decidir formar una banda, anomenada Allusion, per tocar al seu costat en petits concerts i espectacles a nivell local. El 2014 va aparèixer al single "Boat" de Papoyan, que era una de les bandes sonores d'una pel·lícula russa, anomenada Лёгок на поми́не.

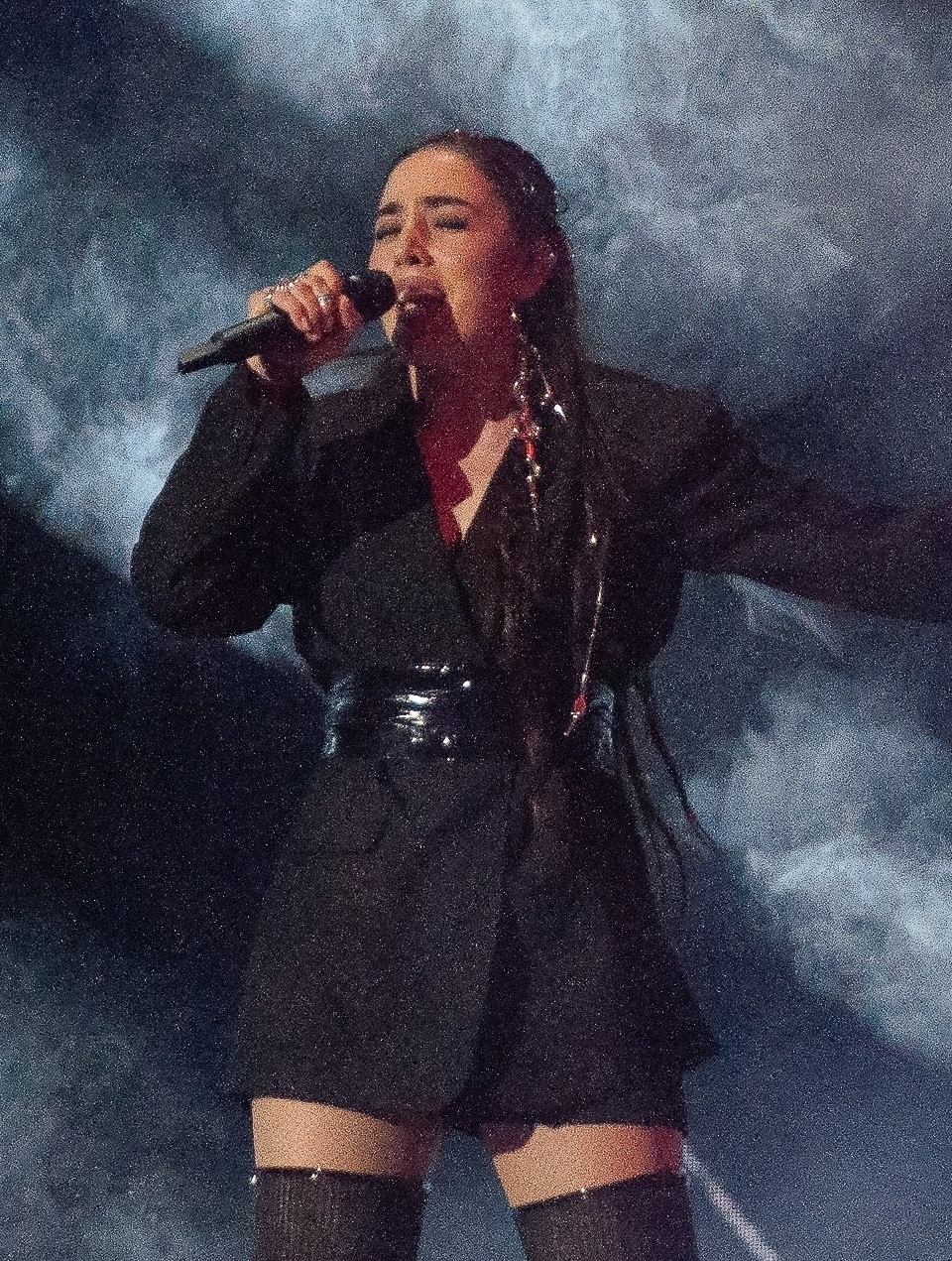
Festival d'Eurovisió 2019

El 2016, Srbuk va llançar el seu senzill debut "Yete Karogh Es". El 2018, va competir la vuitena temporada de La veu d’Ucraïna, sent entrenada pel cantant ucraïnes Potap i quedant quarta.

### 2019 – actualitat: Festival d’Eurovisió
El novembre de 2018, va ser anunciada com a representant armènia al Festival d’Eurovisió 2019 a Tel-Aviv, Israel. Just després de l’anunci, la televisió Armenia també va obrir el període d’enviament de cançons perquè els compositors enviessin les seves entrades. El març de 2019, "Walking Out " es va revelar com la cançó que cantaria al concurs. Composta per Lost Capital i tokionine, la lletra de la cançó va ser escrita per Garik Papoyan, que anteriorment va coescriure la cançò d’Armenia del 2014 per Aram Mp3. Srbuk va interpretar la cançó el 16 de maig de 2019 a la segona semifinal del concurs i no va passar a la final, quedant 16a a la semifinal.
L’octubre de 2019, Srbuk va llançar un àlbum de portada titulat Armenian Folk. El novembre de 2020, enmig de la guerra de l'Alt Karabakh, va aparèixer en una cançó benèfica titulada "Mez vochinch chi haghti" (Res no ens guanyarà) juntament amb Arthur Khachents, Ivetà Mukutxian, Gor Sujyan, Sevak Amroyan, Sevak Khanagyan i Sona Rubenyan, produït per DerHova.

## Discografia

### Àlbums
| Títol         | Detalls |
| ------------- | --- |
| Armenian Folk | - Data de llançament: 14 d'octubre de 2019 - Discogràfica: Factory Production - Format: Descàrrega digital |

### Singles

#### Com a artista principal
| Títol | Any  |
| --- | ---- |
| "Yete karogh es" (If you can) | 2016 |
| "Half a Goddess" | 2018 |
| " Walking Out " | 2019 |
| "Na na na" | 2019 |
| "Hagtelu enq" (We Will Win) (amb Gor Sujyan, Mavr Mkrtchyan i Gevorg Hakobyan)                                                                     | 2020 |
| "Mez vochinch chi haghti" (Nothing Will Win Us)(amb Arthur Khachents, Ivetà Mukutxian, Gor Sujyan, Sevak Amroyan, Sevak Khanagyan i Sona Rubenyan) | 2020 |

#### Com a artista destacada
| Títol                                  | Any  |
| -------------------------------------- | ---- |
| "Boat" (Garik Papoyan amb Srbuk)       | 2014 |
| "Let Me Down" (Hambik Ashot amb Srbuk) | 2018 |